# Đại học Ryutsu Keizai
Đại học Ryutsu Keizai (りゅうつうけいざいだいがく 流通経済大学) (Hán Việt: Lưu thông Kinh tế Đại học) là một trường đại học công lập tại Nhật Bản, trường có hai cơ sở: ở Ryugasaki và ở Shinmatsudo. Riêng khoa về thể thao phải học tại Ryugasaki. Trường được thành lập vào tháng 1 năm 1965 với mục đích nghiên cứu, giáo dục về giao thông, vận tải, lưu thông với tên gốc là Giao thông Vận tải Nhật Bản (日本通運）.
Đúng như với châm ngôn thành lập trường "Vạch ra kế hoạch cho sự phát triển vượt bậc kinh tế nước Nhật, và chấn hưng giáo dục nghiên cứu liên quan đến giao thông kinh tế nói chung", trường đã mở nhiều lớp để đào tạo hệ thống giao thông, thông tin, xuất nhập khẩu, giao thông trên biển, trên bộ...
Trường còn mở các lớp ngoại khóa, nội trú với chủ nghĩa thực học. Về mặt sinh hoạt, tất cả học sinh từ năm 1 đến năm 4 đều có giờ thảo luận riêng. Và thảo luận được coi giống như một môn học bắt buộc, và đã gắn liền như là một phần không thể thiếu trong sinh hoạt của các học sinh trong trường. Số người trong một buổi thảo luận được giới hạn khoảng 15 đến 20 người. Bởi vậy cũng có ý kiến cho rằng nên tạo một môi trường nhiều sinh viên học tập chung với nhau hơn, thì quan hệ giữa học sinh trở nên rộng rãi hơn. Các đại học thực hiện chế độ thảo luận như thế này thì chiếm tỷ lệ khá nhỏ, nên việc tổ chức thảo luận như vậy đã trở thành một đặc trưng của trường.
Những năm gần đây trường còn bổ sung thêm các hoạt động ngoại khóa khác ngoài các môn như bóng đá, bóng chày hay thổi sáo.

## Các khu vực gần trường
Trung tâm Ryugasaki
- IBARAKISHI-RYUGASAKI 120 BANCHI

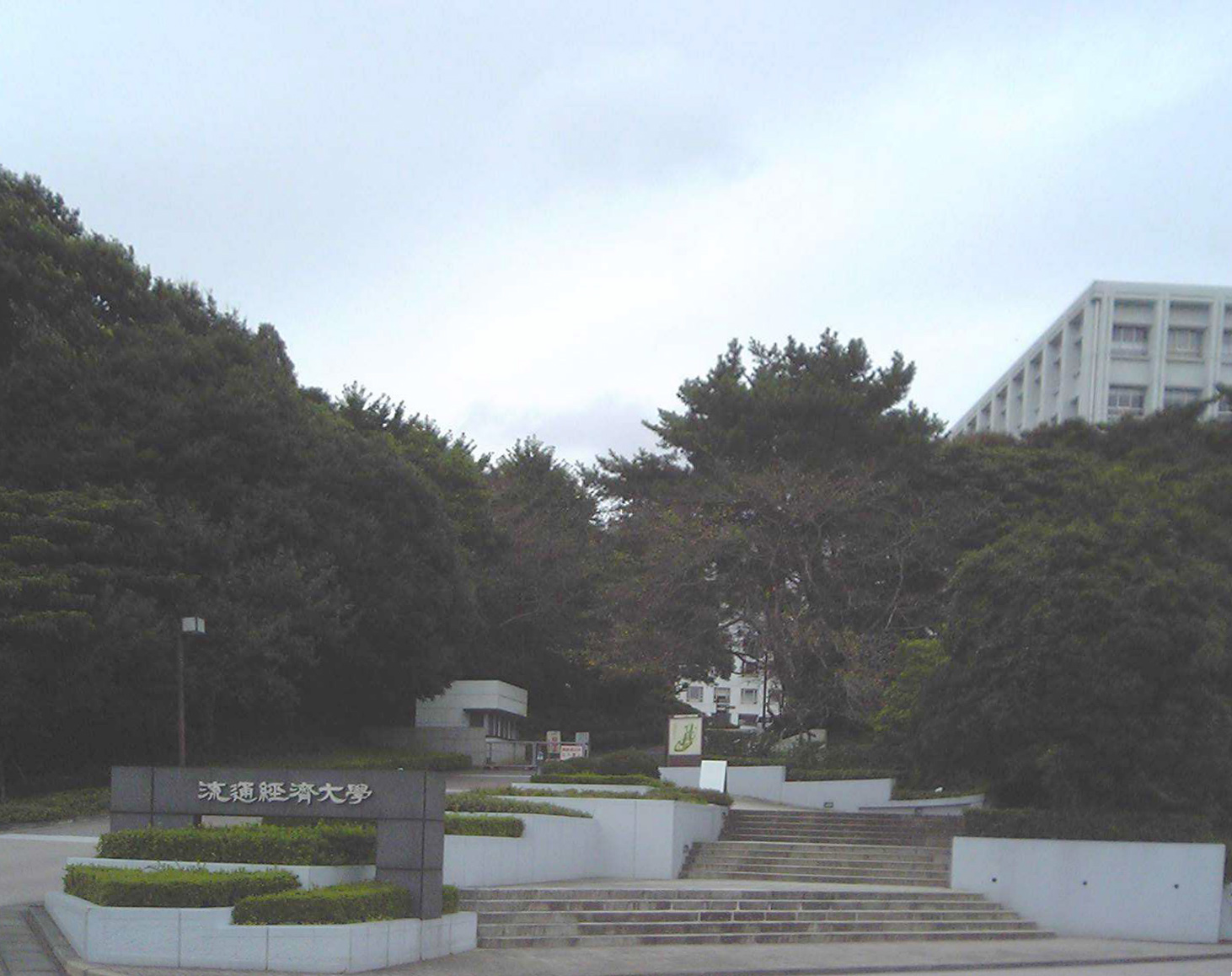
龍ヶ崎キャンパス Trung tâm Ryugasaky

- Từ ga SANUKI đi bằng xe buýt tới thẳng trường khoảng 15 phút
- Từ ga Ryugasaki đi bộ tới trường khoảng 20 phút
  - Trường ngoài ra còn chuẩn bị bãi đậu cho xe hơi (530 chiếc), xe máy và xe đạp
  - Trường cũng cho phép học sinh đi xe máy và ô tô đến trường
  - Trong trường ngoài ra còn có hiệu sách MaruZen và Quầy tạp hóa AM/PM dưới hầm tầng số 5

Trung tâm Shinmatsudo
- CHIBAKEN MATSUDOSHI SHINMATSUDO 3 CHOME 2 BAN 1 GO
- Từ ga Shinmatsudo đi bộ mất khoảng 4 phút
- Cơ sở thiết bị
  - Nhà ăn cho học sinh, nhà sách, quán cà phê, có giảng đường có thể chứa đến 700 học sinh

### Chế độ tuyển chọn địa điểm học
Học sinh RYUKEI từ năm 2004 trở đi, trừ những học sinh thuộc khoa về thể thao ra, thì các học sinh có thể lựa chọn hoặc học ở Ryugasaki hoặc học ở Shinmatsudo. Riêng du học sinh chỉ những ai có 1 kyu mới được phép chọn học trên Shinmatsudo còn lại phải học ở Ryugasaki (lên năm thứ 3 mới có quyền chọn lựa lên Shinmatsudo)
Các hoạt động ngoại khóa thì tiến hành chủ yếu ở Ryugasaki.Và cả hai trung tâm đều có chung những giờ dạy và học giống nhau. Học sinh có thể học luôn tại 1 trung tâm cho đến khi tốt nghiệp.
Ngoài ra trường còn tổ chức thêm một trường trung học phổ thông nằm cạnh trung tâm Ryugasaki